# Tadukhipa
Tadukhipa ou Tadu-Hepa no idioma hurriano, foi uma princesa Mitani, filha do rei Tusserata e sua rainha, Juni, sobrinha de Artashumara. 
A tia de Tadukhipa, irmã de Tusserata, chamada Gilukhipa, casou-se com o faraó Amenófis III no 10º ano de seu reinado. Tadukhipa se casaria com ele mais de 20 anos depois do casamento da tia.

## Biografia
Tadukhipa era filha do rei Tusserata de Mitani, que acredita-se ter reinado por volta de 1382 a.C.–1342 a.C. Ela teria nascido por volta do 21º ano do reinado do faraó egípcio Amenófis III (c. 1366 a.C.). Quase nada se sabe sobre seus primeiros anos. Aproximadamente no 36º ano do reinado de Amenófis (c. 1352 a.C.), Tushratta a enviou ao Egito para se casar com o faraó, que era um aliado próximo de seu pai.
Tusserata casou sua filha com seu aliado egípcio para consolidar a aliança entre seus estados no 36º ano do reinado de Amenófis III (1352 a.C.). Tadukhipa é mencionada em sete das treze Cartas de Amarna de Tusserata, datadas de cerca de 1350-1340 a.C. Tusserata pediu que sua filha se tornasse consorte real, apesar de essa posição ser ocupada pela rainha Tiye. Amenófis III nunca enviou as estátuas de ouro que havia prometido em troca e, após sua morte, Tusserata enviou algumas mensagens reclamando da falta de reciprocidade.

## Vida no Egito
O rei Tusserata enviou sua filha ao Egito com muitos presentes para o faraó Amenófis III. Esses presentes incluíam: uma carruagem banhada a ouro incrustada com pedras preciosas, um par de cavalos, uma liteira adornada com ouro e pedras preciosas, roupas e vestimentas, uma sela de cavalo adornada com águias de ouro, joias como pulseiras, braceletes e outros ornamentos, e um grande baú para guardar esses itens. Amenófis havia oferecido enviar estátuas de ouro para Tusserata como parte do acordo de casamento. No entanto, não há evidências de que os presentes tenham sido enviados para Mitani.
Tusserata havia solicitado que sua filha se tornasse Grande Esposa Real de Amenófis. No entanto, a posição já era ocupada pela rainha Tiye. Amenófis III morreu logo após a chegada de Tadukhipa ao Egito, e seu filho, Amenófis IV, tornou-se faraó. A existência de Tadukhipa no Egito é atestada através de cartas de Amarna que a mencionam, incluindo mensagens que Tusserata enviou perguntando sobre as estátuas de ouro prometidas por Amenófis III. Especula-se que Tadukhipa eventualmente se casou novamente com Amenófis IV, embora isso não tenha sido comprovado conclusivamente.

## Identificação com Quia ou Nefertiti
Alguns pesquisadores identificam Tadukhipa com Quia, uma conhecida esposa de Aquenáton. Sugere-se que a história de Quia possa ser a fonte para o conto do Novo Império chamado História dos Dois Irmãos. Essa fábula conta a história de como o faraó se apaixonou por uma bela mulher estrangeira após cheirar seu cabelo. Se Tadukhipa mais tarde foi conhecida como Quia, então ela teria vivido em Amarna, onde tinha seu próprio toldo e foi retratada com o faraó e pelo menos uma filha.
Outros pesquisadores, como Petrie, Drioton e Vandier, sugerem que Tadukhipa recebeu um novo nome após se tornar consorte de Aquenáton e pode ser identificada como a famosa rainha Nefertiti. Essa teoria sugere que o nome de Nefertiti, "a bela chegou", refere-se a uma origem estrangeira, como a origem Mitani de Tadukhipa. Seele, Meyer e outros apontaram que Tey, esposa do faraó Aí, tinha o título de ama de leite de Nefertiti, e que isso argumenta contra essa identificação. Uma princesa adulta chegando ao Egito não precisaria de uma ama de leite.